# Sara Yuceil
Sara Yuceil (Mons, 22 giugno 1988) è un'ex calciatrice belga, di ruolo centrocampista o attaccante.

## Carriera

### Club
Sara Yuceil (o Yüceil) si appassiona al calcio fin da piccola, tesserandosi all'età di 5 anni con lo Stade Brainois, per poi trasferirsi al White Star Woluwé dove rimane fino al 2012.
Nell'estate 2012 sottoscrive un accordo con l'OH Lovanio, rimanendovi per due stagioni.
Durante il calciomercato estivo 2014 si trasferisce allo Standard Liegi, società con la quale ottiene i migliori risultati sportivi. La squadra, iscritta alla stagione 2014-2015 della BeNe League, il campionato di calcio femminile congiunto delle federazioni belga e olandese, si rivela tra le più competitive del torneo e Yuceil condivide con le compagne il percorso che la vede conquistare il primo posto e di conseguenza, in qualità di migliore squadra belga della BeNe League, il titolo di Campione del Belgio. Grazie al risultato nella stagione precedente Yuceil ha inoltre l'opportunità di disputare per la prima volta una partita internazionale in un torneo per club, la UEFA Women's Champions League, facendo il suo debutto l'11 agosto 2014, nel secondo incontro dei gironi di qualificazione della stagione 2014-2015, dove lo Standard si impone per 10-0 sulle gallesi del Cardiff Met. Ladies.
Rimane con il club di Liegi anche la stagione successiva, con la squadra iscritta al nuovo campionato di primo livello belga, la Super League, nata dopo la decisione da parte delle due federazioni di cessare la BeNe League. Lo Standard al termine del campionato 2015-2016 si classificano al primo posto, mentre in Champions League vengono eliminate ai sedicesimi di finale dalle troppo superiori tedesche del 1. FFC Francoforte. Yuceil decide di lasciare la squadra a fine stagione, congedandosi con un tabellino personale di 21 presenze e 6 reti realizzate in campionato.
Nell'estate 2016 decide di affrontare il suo primo campionato all'estero sottoscrivendo un accordo con l'Olympique Marsiglia neopromosso in Division 1 Féminine, primo livello del campionato francese.. Durante il campionato 2016-2017 la squadra si rivela molto competitiva, riuscendo alla fine a conquistare il quarto posto, mentre in Coppa di Francia viene eliminata già ai trentaduesimi. In campionato il tecnico Christophe Parra la impiega in 14 occasioni e nell'incontro del 18 marzo 2017 Yuceil sigla la prima delle due reti con cui la sua squadra supera le avversarie del Paris Saint-Germain.
Nel giugno 2017 si trasferisce nuovamente, nei Paesi Bassi, sottoscrivendo un accordo con il PSV Eindhoven.
Nell'estate 2020 è tornata in Belgio, firmando per l'OH Lovanio, iscritto al campionato di Super League. Qui decide, dopo un'ultima stagione con la maglia del club di Lovanio, di terminare la carriera annunciando il suo ritiro nel giugno 2021.

### Nazionale
Yuceil viene convocata dalla federazione calcistica del Belgio per vestire la maglia della nazionale Under-19 nel 2006, debuttando il 16 luglio di quell'anno, rilevando al 61' Patricia Schouteeten nell'incontro perso 4-0 con le pari età della Germania valido per le qualificazioni al campionato europeo di Islanda 2007.
Per la convocazione con la nazionale maggiore deve attendere oltre 10 anni, facendo il suo debutto l'11 febbraio 2015, rilevando al 75' Elke Van Gorp nell'amichevole persa 2-1 contro la Spagna. È stata convocata in nazionale nei due anni successivi, maturando 21 presenze, l'ultima nell'incontro vinto per 5-0 sulla Scozia dell'11 aprile 2017, e siglando due reti, il 23 maggio 2015, vittoria in amichevole per 3-2 con la Norvegia e il 30 novembre 2015, dove apre le marcature nell'incontro poi pareggiato 1-1 con la Serbia valido per le qualificazioni all'Europeo dei Paesi Bassi 2017.

## Palmarès
- BeNe League: 1

Standard Liegi: 2014-2015
- Campionato belga femminile di calcio: 2

Standard Liegi: 2014-2015, 2015-2016